# Лозовицкий, Лонгин
Лонгин Лозовицкий (пол. Longin Łozowicki; 22 декабря 1926, Чолница — 21 июня 2013, Варшава) — польский военачальник, генерал брони вооружённых сил ПНР. Участник Второй мировой войны. В 1977—1990 — командующий войсками ПВО. Состоял в правящей компартии ПОРП, при военном положении 1981—1983 был членом Военного совета национального спасения, курировал положение в Катовице.

## Армия и партия
Родился в крестьянской семье из Восточных кресов (Волынское воеводство (II Речь Посполитая) — ныне Волынская область Украины). В семнадцатилетнем возрасте участвовал в обороне Пшебраже — боях польской самообороны с УПА.
Весной 1944 вступил в ряды Народного войска польского. Окончил офицерскую пехотную школу в Рязани. Звание подпоручика Лонгину Лозовицкому присваивал генерал Кароль Сверчевский. Командовал взводом, был политруком 37-го пехотного полка в 7-й пехотной дивизии. Был ранен в боях Лужицкой операции. После окончания Второй мировой войны служил в пограничных войсках.
С 1947 Лонгин Лозовицкий состоял в коммунистической ППР, с 1948 член правящей компартии ПОРП. Участвовал в боях с антикоммунистическими партизанами NSZ и в силовом обеспечении организованного компартией референдума 1946.

## Командные должности
Лонгин Лозовицкий командовал учебным батальоном в пехотном полку. После окончания Академии генштаба в 1952 в звании майора возглавлял оперативный отдел 11-й пехотной и 19-й механизированной (мотострелковой) дивизии. В 1953—1954 подполковник Лозовицкий возглавлял оперативный отдел штаба военной миссии ПНР по наблюдению за урегулированием в Корее.
С 1954 по 1968 полковник Лозовицкий служил в Генштабе, возглавлял оперативно-штабные отделы ВВС и созданных в 1962 войск ПВО. Большое внимание уделял радиотехническому оснащению и системам электронного слежения, излагал эти нужды на совещаниях командования вооружённых сил Варшавского договора (ОВД). С 1968 — заместитель командующего Национальными силами ПВО генерала дивизии Романа Пашковского. В 1970 получил звание генерал бригады. В 1972—1975 командовал во Вроцлаве 3-м корпусом ПВО. Окончил оперативно-тактические курсы Академии генштаба СССР.
15 марта 1977 Лонгин Лозовицкий назначен командующим Национальными силами ПВО вооружённых сил ПНР. С 1978 — генерал дивизии.

## Военно-политическое руководство
Политически генерал Лозовицкий придерживался типичных для генералитета ПНР позиций «партийного бетона» — полновластие марксистско-ленинской ПОРП, прочный военно-политический союз с СССР. Польскую армию Лозовицкий понимал как часть ОВД. Враждебно относился к забастовочному движению и независимому профсоюзу Солидарность. В то же время Лозовицкий (в отличие от генерала Савчука или генерала Мольчика) не был сторонником прямого советского вмешательства в польские дела. Войцех Ярузельский упоминал Лозовицкого среди высших военачальников, которые с тревогой сообщали ему о такого рода признаках. В ночь на 10 декабря 1981 Лозовицкий участвовал в совещании в Генштабе, где констатировалась катастрофическая ситуация и принималось принципиальное решение о чрезвычайных мерах.
13 декабря 1981 в Польше было введено военное положение. Генерал Лозовицкий был включён в состав Военного совета национального спасения (WRON) — внеконституционного органа высшей власти во главе с генералом армии Ярузельским. Отмечались тесные связи членов WRON с СССР.
Генерал Лозовицкий не принадлежал к неформальной «Директории», в которой принимались все основные решения. Он считался представителем «второго ряда», наряду с генералом Рапацевичем, генералом Ужицким, генералом Оливой, генералом Крепским. Но Лозовицкий занимал важную позицию во WRON — военно-политическое курирование Катовице. Катовицким воеводой был генерал Пашковский, с которым генерал Лозовицкий сохранял тесную связь со времён совместной службы в ПВО.
С 1980 по 1986 генерал Лозовицкий состоял в Центральной ревизионной комиссии ПОРП. Был делегатом VIII, IX чрезвычайного, X съездов. В 1985—1989 — депутат сейма ПНР, состоял в депутатском клубе ПОРП, был членом комиссий по администрации, внутренним делам и юстиции, участвовал в подготовке законопроектов об общественных ассоциациях и о профсоюзах.

## Отставка и кончина
После отмены военного положения Лонгин Лозовицкий оставался командующим силами ПВО. Участвовал в инспектировании воинских частей. В 1988 ему было присвоено звание генерал брони. В политических событиях конца 1980-х — новая забастовочная волна, переговоры в Магдаленке, Круглый стол, альтернативные выборы, приход к власти «Солидарности» — участия не принимал. В ходе военной реформы 1990 ПВО Польши была объединена с ВВС. Министр обороны Пётр Колодзейчик назначил Лонгина Лозовицкого советником командующего ВВС и ПВО генерала дивизии Ежи Готовалы.
2 июля 1991 генерал Лозовицкий вышел в отставку. Состоял в Союзе ветеранов Республики Польша и бывших политзаключённых. Держался Лозовицкий уединённо, круг общения, по ироничной оценке бывших подчинённых, ограничивал армейским пенсионным управлением. Был женат, имел двух сыновей.
Скончался Лонгин Лозовицкий в возрасте 86 лет. Похоронен в Констанцине-Езёрне.